# Pecha kucha
Pecha Kucha (ペチャクチャ 'pe-tja 'ku-tja) er et præsentationsformat hvor særligt kreative projekter og ideer kan vises på en nem og uformel måde. Formatet var oprindeligt udformet af Astrid Klein og Mark Dytham fra Klein-Dytham Architecture (KDa) i Tokyo i 2003 som et forum hvor unge designere kan mødes, netværke og fremvise deres arbejde for offentligheden. Formatet har siden spredt sig viralt til mange storbyer verden over.
Navnet Pecha Kucha stammer fra den japanske term for lyden af konversation (småsnak eller'chit-chat').
Pecha Kucha går kort fortalt ud på at et antal deltagere hver viser 20 elementer, hvor de bruger præcis 20 sekunder per element.
I alt en præsentationstid på 6 minutter og 40 sekunder pr. person.
Et element kan være et billede, et lydklip, en performance, et spoken word ect. Rammen er altså 20 elementer x 20 sekunder.
Indholdet varierer frit. Det kan være alt inden for kunst, kultur, film, dans, musik, design, arkitektur, etc.
Pecha Kucha Night Copenhagen arrangeres i samarbejde med Dansk Arkitektur Center (DAC).
Hver Pecha Kucha aften har typisk mellem 10 og 15 oplægsholdere, og holdes ca. en gang hver måned. Oplægsholderne (og størstedelen af publikum) kommer typisk fra design, arkitektur, fotografi, kunst og andre kreative miljøer, men inkluderer også akademikere og folk fra forretningsverdenen.